# Melanagromyza adsurgenis
Melanagromyza adsurgenis este o specie de muște din genul Melanagromyza, familia Agromyzidae, descrisă de Wenn în anul 1985. Conform Catalogue of Life specia Melanagromyza adsurgenis nu are subspecii cunoscute.